# La masia dels amors
La masia dels amors és un poema narratiu en 12 cants escrit per Francesc Pelagi Briz i publicat per primer cop l'any 1866. S'emmarca dins del moviment poltiticocultural de la Renaixença i té l'origen en la Mireia de Frederic Mistral (1859).
Narra la història dels amors impossibles i tràgics de Maria i Carlos, dos joves del Camp de Tarragona: ella, filla única d'un mas benestant (conegut com el «mas dels amors»); i ell, mariner i fill d'una família de classe treballadora de Salou.

## Argument
El poema, dedicat al príncep poeta William Bonaparte-Wyse, explica la fatalitat dels amors entre Maria, òrfena de pare, i Carlos, el mariner. Antònia, mare de Maria, pretén casar la filla amb Jaume, hereu d'una casa rica de la contrada i gran aficionat als castells. La trama es desenvolupa per mitjà de diferents conflictes causats especialment per Jaume, que ordeix un pla per posar fi a la vida de Carlos i així poder obtenir l'amor de Maria. Aquesta, en assabentar-se'n, trenca tota relació amb Carlos (sense dir-n'hi res) per, així, salvar-li la vida. Tanmateix, Carlos, destrossat, decideix partir a la guerra d'Àfrica, on és fet presoner i donat per mort.
Mentre Carlos és lluitant al Marroc, Jaume mor en caure en un castell de deu en les festes majors de Santa Tecla de Tarragona. Quan arriba la notícia de la mort de Carlos, Maria es reclou en un convent. L'endemà de professar Maria, arriba Carlos, que s'ha escapat i s'ha fet a la mar per poder tornar a casa.
Havent perdut per sempre l'amor de la seva vida, Carlos decideix buscar la mort llançant-se al mar i és aturat només gràcies a l'aparició del seu pare i les germanes, que li recorden que el seu lloc és encara entre els vius i exhorten Déu que li atorguin fe i esperança per començar de nou.

## Mètrica
La mètrica triada per Pelagi Briz és la d'estrofes de sis versos decasíl·labs de rima consonant, tot seguint l'esquema A-B-A-B-C-C, com es veu a continuació:
A bora de la mar, Salóu la hermosa
jaguda está sus reverdenca plana,
en lo mirall de l'aigua negitosa
sempre's contempla sonrisent, llussana;
y pensant en sa historia venturosa,
véu com rellan sas naus la mar blavosa. (Cant primer, estrofa quarta)
Aquesta tria mètrica no va deixar els seus congèneres indiferents, fins a tal punt que el mateix autor va justificar-se en el pròleg de la tercer edició del poema. Hi adduïa la dificultat en el moment de l'elecció mètrica, que responia a la voluntat d'evitar la mètrica castellana (l'octava reial). La «sisena» no l'acabava de convèncer, atès l'encorsetament que implica la rima consonant, com tampoc no va convèncer la crítica1 i 2 .

## Mirèio, Mistral i els felibres

### Mirèioi Mistral
Pelagi Briz va descobrir la literatura provençal de la mà de Mirèio durant els Jocs Florals de 1859. Després de llegir-lo, entusiasmat, va decidir de traduir l'obra al català. Va trigar tres anys i mig i, durant aquest temps, va mantenir una relació epistolar amb Mistral, a qui va donar a conèixer la tasca que havia emprès sense el permís original de l'autor, mogut per la passió de divulgar l'obra entre el públic barceloní. La traducció, amb el nom de Mireya proposat pel mateix Mistral, fou publicada fragmentàriament al diari La Corona, entre el 21 de setembre de 1861 i el 31 de març de 1863. Pelagi Briz era col·laborador de la Revista de Cataluña, on anava publicant traduccions castellanes de diversos poemes mistralians.
L'admiració de Briz pels felibres es projectà durant aquella època sobre Josèp Romanilha, que fou l'autor provençal més traduït per Briz. Tal com afirma Ramon Panyella, Briz admirava el Romanilha poeta i narrador «per l'orientació moral sana d'una obra literària popularitzant que educava positivament el poble».
Tanmateix, en l'afany de divulgació de l'obra provençal, Briz va idear dos projectes que no van tenir èxit. El primer fou una antologia poètica, en castellà, encapçalada per Mireya i acompanyada d'il·lustracions. El segon projecte, un estudi històric i literari del felibrisme i de les seves figures principals, va estar sempre en segon terme i no el va dur a terme, si exceptuem la biografia de Mistral publicada a mitjan anys 70 dins del Calendari Català.

### El felibritge
Durant la primera meitat dels anys 60, Briz era l'interlocutor principal entre els renaixenços i els felibres, per la relació que mantenia amb el mateix Mistral, així com amb Romanilha i amb el poeta irlandès William Bonaparte-Wyse, gran seguidor del moviment felibrenc. Cap a finals de 1866, sembla que la relació es va refredar una mica, primer amb la irrupció de Víctor Balaguer, qui estableix una relació estreta amb els felibres arran del seu exili a la Provença, i després amb el poeta Albert de Quintana. Aquest distanciament va afectar fortament Briz, que va mostrar-se dolgut amb Mistral. A l'epistolari entre Romanilha i Balaguer, el primer diu de Briz que és un home recelós i susceptible, malgrat que també l'elogia com a treballador incansable i que la seva enorme productivitat no el deixa de sorprendre mai. En aquest sentit, Ramon Panyella, el gran especialista de Briz, sosté la tesi que l'autor fou un croat de la causa catalanista, un escriptor incansable, pur i radical, que, tanmateix, no va aconseguir formar un nucli estable al seu voltant que aglutinés els ideals de catalanisme renaixencista.

## Edicions
- 1866: La masia dels amors (poema popular escrit en catalá per Francesch Pelay Briz). La alquería de los amores (poema popular, traducción castellana por Francisco Pelayo Briz). Barcelona: Llibretería de Joan Roca y Bros.
- 1868: La masia dels amors, poema popular en XII cants fet per Francesch Pelay Briz (Va acompanyat de la traducció castellana) (Segona edició). Barcelona: Joan Roca y Bros.
- 1877: La masia dels amors, poema popular fet per Francesch Pelay Briz (Premiat en l'Exposició de Filadelfia, any 1876) (Tercera edició). Barcelona: Joan Roca y Bros.

## Enllaços a les edicions digitals
Google Books (1a edició)
Viquitexts (1a edició)